# 니시노촌 (야마나시현)
니시노촌(西野村)은 야마나시현 나카코마군에 있던 촌이다. 현재의 미나미알프스시에 해당한다.

## 역사
- 1889년 7월 1일 - 정촌제 시행에 의해 근세이후의 니시노촌이 단독으로 지자체를 형성하였다.
- 1954년 4월 1일 - 고마정, 햐쿠타촌, 이마스와촌과 합병해 시라네정이 성립하여, 동일 니시노촌은 페지되었다.

## 교통
- 야마나시 교통
  - 전차선

## 참고문헌
- 角川日本地名大辞典 19 山梨県